# Der Nesthocker
Der Nesthocker ist ein deutscher Spielfilm aus dem Jahr 2018.

## Handlung
Der schüchterne Bauzeichner Armin Lindner ist Ende 40, top in seinem Beruf und Single. Seine einzige Freizeitbeschäftigung sind Kinobesuche. Ihm fällt es schwer, seinen Standpunkt zu vertreten; so erntet beispielsweise Projektleiter Marc Weigand den Ruhm für Armins Können. Ferner versucht Armin vergeblich, gegenüber der Autoversicherung seiner Mutter, deren Ansprüche durchzusetzen. Armins Mutter, die einzige weibliche Bezugsperson in seinem Leben, versucht, ihn mit seiner geschiedenen Stiefcousine Klara zu verkuppeln.
Bei einem Kinobesuch lernt Armin die 45-jährige Blumenhändlerin Tina Langfeld kennen. Beim ersten Treffen lernt er auch ihren 27-jährigen Sohn Hendrik kennen, der noch bei ihr wohnt. Hendrik ist Künstler und leidet an Asthma. Hendrik macht Armin recht bald deutlich, er solle Tina und ihn in Ruhe lassen. Armin reagiert zunächst irritiert auf diese Kampfansage, trifft sich jedoch bald wieder mit Tina, wobei sie sich näher kommen. Auch Hendriks diverse Sabotageakte können nicht verhindern, dass Armin und Tina sich weiterhin treffen.
Hendrik scheint erst Erfolg zu haben, als er Tinas Rosen zerstört, mit denen sie sich beim Deutschen Rosenzüchterverband bewerben wollte, und die Schuld Armin in die Schuhe schiebt. Auch auf beruflicher Ebene versucht Hendrik, Armin zu schaden, indem er sich als amerikanischer Großinvestor ausgibt, der ausdrücklich Armin als Verantwortlichen für einen Großauftrag wünscht, und den Deal dann plötzlich platzen lässt.
Von Tinas Ex, Ben Hagedorn, erfährt Armin, dass Hendrik auch dessen Tierarztpraxis sabotiert hat. Zu Hendriks Unmut versöhnt sich Armin wieder mit Tina, indem er sie zu ihrem Geburtstag zu einem Wellnesswochenende einlädt. Hendrik taucht plötzlich auf und arrangiert die Geburtstagsgeschenke für Tina so, als sei Armins Geschenk für Tina, eine John-Lennon-Figur, in Wahrheit von ihm. Armin kann jedoch anhand der Bewegungsdaten auf Hendriks Trekkinguhr nachweisen, dass ihr Sohn zu der auf dem Kaufbeleg angegebenen Uhrzeit zuhause war. Hendrik bekommt vor Aufregung einen Asthmaanfall und muss ins Krankenhaus. Zwischen Tina und Armin kommt es zur Trennung.
Wenig später taucht Hendrik plötzlich auf Armins Arbeitsplatz auf und bittet ihn zurückzukommen, weil es Tina seit der Trennung schlecht geht. Armins Vorgesetzter Deisenberg, der immer noch an die Existenz des Großinvestors glaubt, platzt ins Gespräch und erfährt die wahren Hintergründe. Armin erklärt, dass er lange genug den Kopf für Projektleiter Weigand hingehalten hat und besteht auf einer Beförderung, die Deisenberg ihm – von Armins Engagement beeindruckt – gewährt. Vom neuen Selbstbewusstsein beflügelt, erreicht er bei der Autoversicherung seiner Mutter eine Teilrückzahlung.
Zuhause wird Armin von Klara überrascht, die versucht, ihn zu verführen. Tina klingelt an der Tür und will sich mit Armin versöhnen, missversteht jedoch Klaras Anwesenheit. Im Kino kommen Armin und Tina, die von Armins Mutter die wahren Hintergründe erfahren hat, wieder zusammen. Armins Mutter verspricht, sich in Zukunft aus seinen Angelegenheiten herauszuhalten, während Hendrik bei Tina auszieht.

## Kritiken
„Vordergründig bissige, tatsächlich aber biedere und wenig einfallsreiche Komödie, die mit absurden Verzerrungen jede Glaubwürdigkeit verspielt. Einige Akzente des Hauptdarstellers und ein paar halbwegs originelle Einfälle verhindern ein völliges Debakel. - Ab 12.“

„Einzig der Twist um eine Smartwatch kann überraschen, weil derartige Geräte als dramaturgische Vehikel naturgemäß noch nicht so ausgiebig durchgenudelt sind wie etwa die eingangs erwähnte Verdauungsdrastik. Zur arg vorhersehbaren Handlung kommt noch ein stellenweise überfüttertes Spiel, das die Szenen mitunter comichaft überzeichnet. Wenn Armin zerrüttet, bewundernd, ängstlich ist, ist er das mit so großer Mimik, als müsste auch der kurzsichtigste Theaterbesucher in Reihe 20 seine Gefühlsregungen noch lesen können.“